# Adolfo A. Coscia
Adolfo Antonio Coscia (Pergamino, 28 de octubre de 1922 - 8 de octubre de 2020) fue un investigador argentino y economista agrario. En varias oportunidades fue Ministro de Asuntos Agrarios de la provincia de Buenos Aires, y Ministro de Economía de la provincia de Salta. Entre 1974 y 1979 fue Profesor Titular de Economía Agraria en la Facultad de Ciencias Económicas y Estadística (UNR).
Fue el primer Director Regional del Centro Regional Buenos Aires Norte de Instituto Nacional de Tecnología Agropecuaria (INTA) y fue galardonado como «Profesional Emérito».
Estuvo casado con la médica Dra. Clide Parmentier, y tuvieron tres hijos.
Por su experiencia en el ámbito agropecuario, fue premiado por la AAEA (Asociación Argentina de Economía Agaria) como el pionero del «oro verde», debido a la introducción de soja en Argentina. Fue Académico Correspondiente de la Academia Nacional de Agronomía y Veterinaria desde 1996.

## Algunas publicaciones
- 1963. Posibilidades económicas de la apicultura en la Argentina: mercado de miel. INTA-EEA Pergamino. Informe Técnico Nº 13. 81 pp. il. 26 cm
- 1968. Cosecha anticipada de maíz y capacidad de secado. Informe técnico 76. Editor Estación Experimental Agropecuaria Pergamino, 16 pp.
- 1976. Economía agraria. Colección de textos de agronomía y veterinaria. Buenos Aires. Ed. Hemisferio Sur. Solicitar en: Bib. Cs. Agropecuarias 02/Co/5221, 5222
- 1978. Comercialización de productos agropecuarios. Buenos Aires: Argentina. Ed. Hemisferio Sur
- 1978. La productividad de la mano de obra en el trigo. Con Miguel A. Cacciamani. Ed. Estación Experimental Regional Agropecuaria Pergamino, 15 pp.
- 1979. La productividad de la mano de obra en girasol. Con Miguel A. Cacciamani. Ed. EERA P. 16 pp.
- 1980. Comercialización de granos. Ed. Hemisferio Sur. 244 pp.
- 1980. Desarrollo Maicero Argentino: Cien años de maíz en la Pampa. Ed. Hemisferio Sur. 120 pp. ISBN 950-504-102-0
- 1982. Economía de los Granos Forrajeros. Ed. Hemisferio Sur. 122 pp.
- 1982. Economía de las oleaginosas. Ed. Hemisferio Sur
- 1983. Segunda revolución agrícola en la región pampeana. Editor CADIA, 242 pp.
- 1984. Economía del Trigo. Hemisferio Sur. 126 p. ISBN 950-504-284-1
- 1986. Utilización del sorgo granífero como grano forrajero: Aspectos económicos del sorgo granífero. Informe técnico 200. Editor INTA, 16 pp.
- 1990. La agricultura moderna y su impacto en los recursos naturales. Desarrollo Agropecuario Sostenible. AS Nº5. Instituto Nacional de Tecnología Agropecuaria.
- 1993. Agricultura sostenible. Ed. Hemisferio Sur. 112 pp.